# Chalcides viridanus
Chalcides viridanus é uma espécie de réptil escamado da família Scincidae. Apenas pode ser encontrada nas Canárias.
Os seus habitats naturais são: florestas temperadas, matagal de clima temperado, matagal árido tropical ou subtropical, matagais mediterrâneos, campos de gramíneas de clima temperado, áreas rochosas, costas rochosas, costas arenosas, terras aráveis, pastagens, jardins rurais e áreas urbanas.